# وقتی همه تلاشمان را کردیم
«وقتی همه تلاشمان را کردیم» (انگلیسی: When All Is Said and Done؛ ترجمهٔ تحت‌اللفظی: وقتی تمامِ گفتنی‌ها گفته شد و هر آنچه قابل انجام بود، انجام گرفت) ترانه‌ای از ابرگروه سوئدی موسیقی پاپ آبا است که در سال ۱۹۸۲ منتشر شد. این ترانه تحت تأثیر جدایی آنی-فرید لینگستاد و بنی آندشون ساخته شد و یک ماه پس از طلاق این دو ضبط شد.

## جداول موسیقی
| جدول (۱۹۸۲)                                | بالاترین رتبه |
| ------------------------------------------ | ------------- |
| استرالیا (گزارش موسیقی کنت)                | ۸۱            |
| موسیقی معاصر بزرگسالان کانادا (آرپی‌ام)     | ۴             |
| بیلبورد هات ۱۰۰ ایالات متحده               | ۲۷            |
| بزرگسالان معاصر ایالات متحده (بیلبورد)     | ۱۰            |
| ترانه‌های باشگاه رقص ایالات متحده (بیلبورد) | ۸             |